# 検察官 (戯曲)
「検察官」（けんさつかん、露: Ревизор）は、ニコライ・ゴーゴリの戯曲。1836年初演。

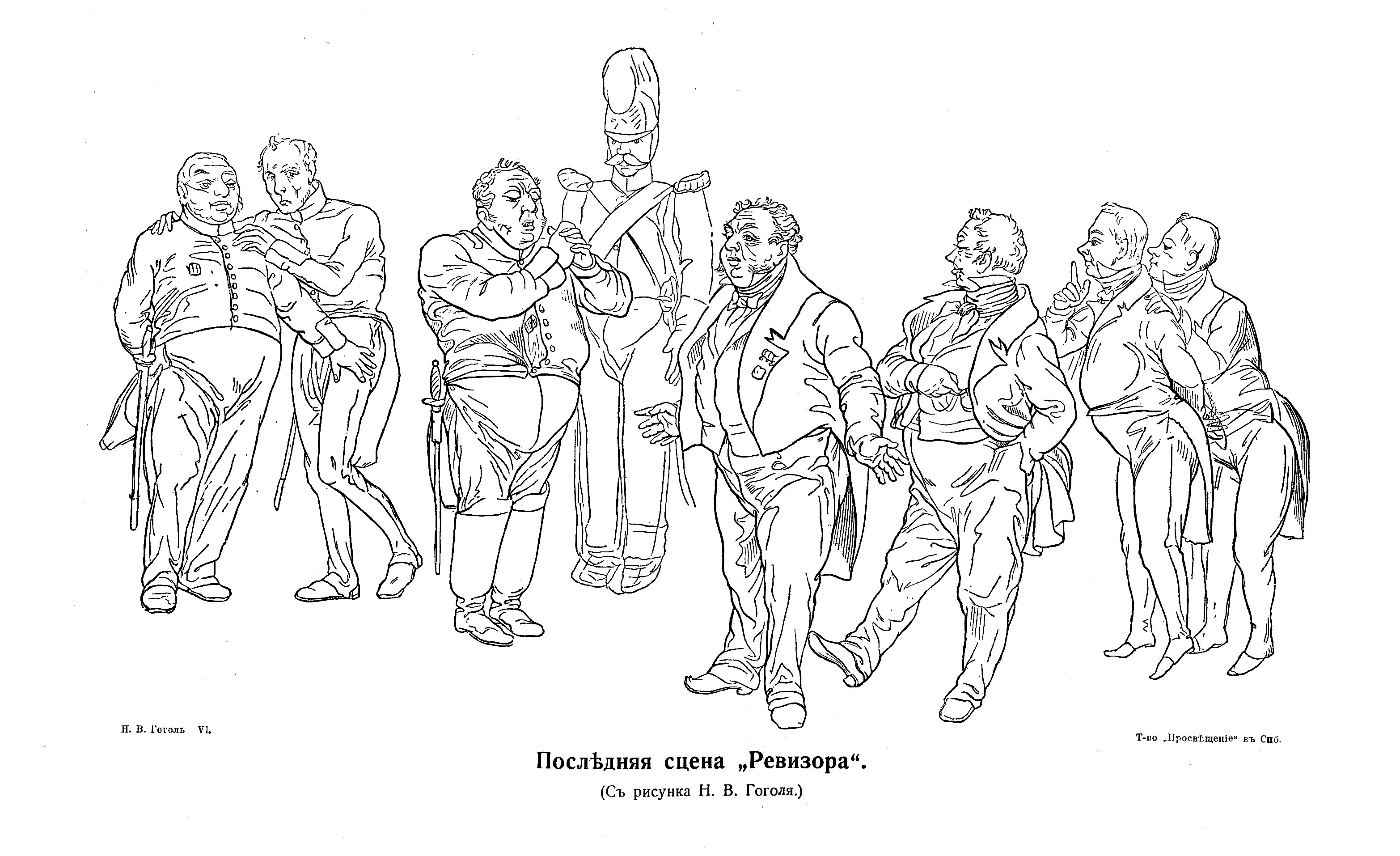
最後のシーン、ゴーゴリの手描きの絵。1836年

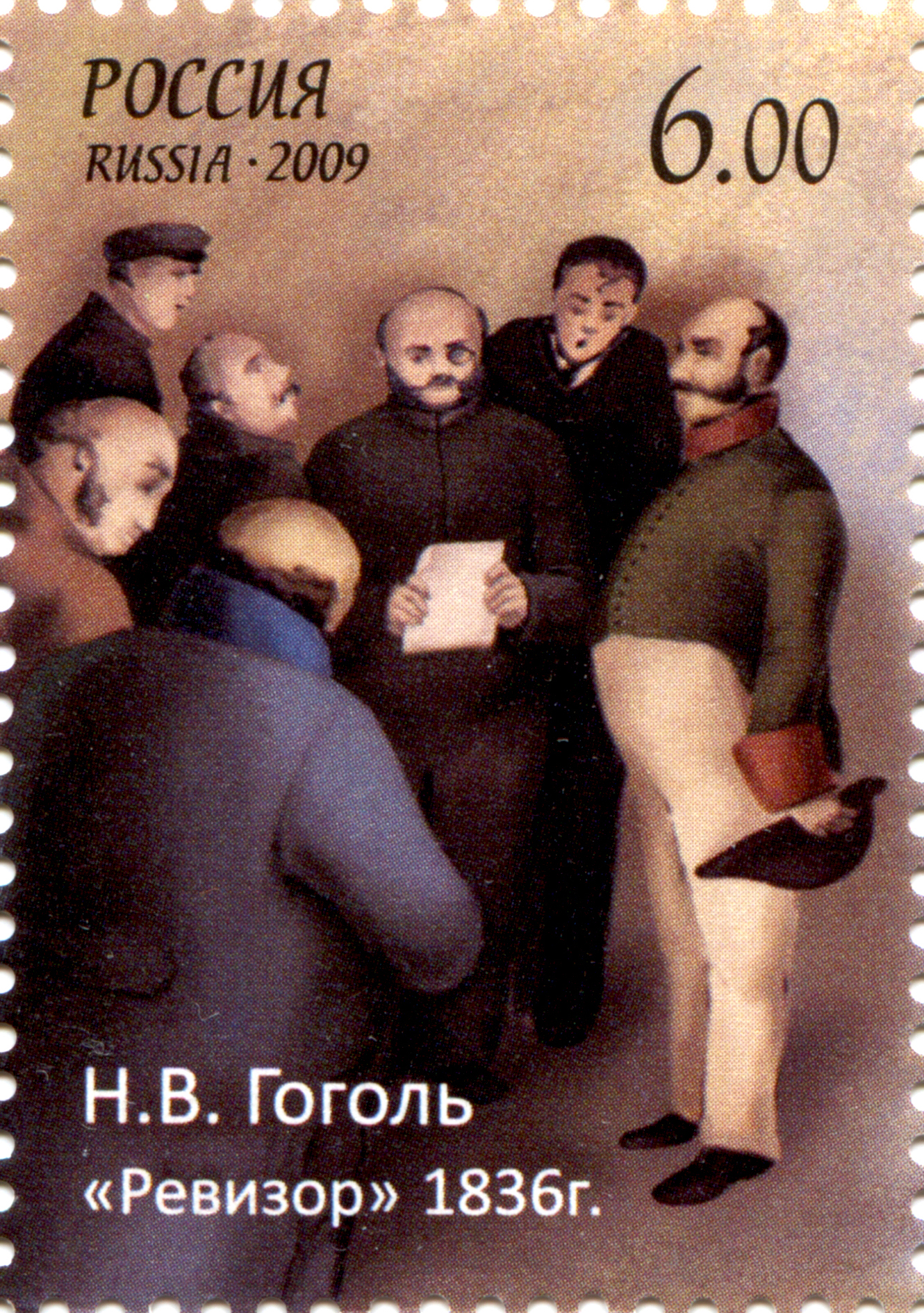
ゴーゴリ生誕200周年を記念した切手 (ロシア、2009年)

日本語訳題は『査察官』としたものもある。